# Architecture organique

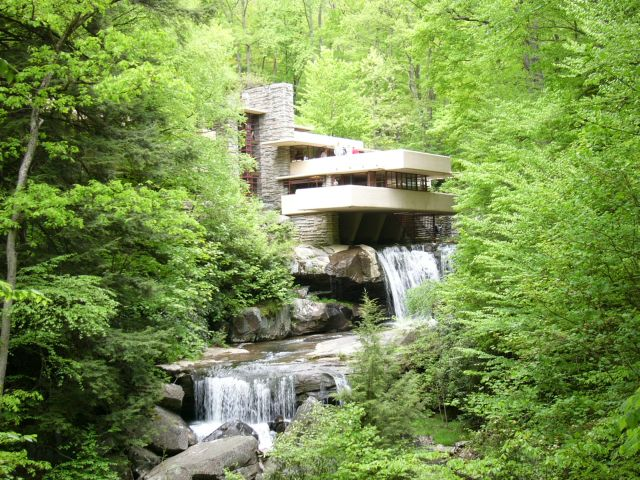
La maison de la cascade de Frank Lloyd Wright.

L'architecture organique est un mouvement architectural moderne, qui s'intéresse à l'harmonie entre l'habitat humain et la nature. Son approche, à l'écoute du site et cherchant à s'y intégrer, fait du bâtiment et de son mobilier une composition unifiée et intriquée à son environnement. D'origine nord-américaine, l'architecture organique est un contrepoint et une réaction aux architectures rationaliste⁣, historiciste et internationale originaires d'Europe. L'architecte américain Frank Lloyd Wright, son initiateur et auteur de nombreux édifices exemplaires, a eu une influence considérable sur la production architecturale occidentale.

## Origine et caractéristiques
Frank Lloyd Wright (1865-1959) a développé le concept d'architecture organique au début du XXème siècle. Il considère qu'un bâtiment naît de la rencontre des nécessités de ses occupants et de l'esprit du lieu, à la manière d'un organisme vivant. Sa conviction est que les bâtiments influencent profondément leurs usagers – habitants, travailleurs ou fidèles – et que, pour cette raison, l'architecture a la capacité de modeler les hommes. Frank Lloyd Wright définit l'architecture organique ainsi :
« Alors je me tiens devant vous prêchant l'architecture organique : déclarant que l'architecture organique devrait être l'idéal moderne, et son enseignement tellement nécessaire si nous voulons voir la vie en entier, et à partir de maintenant servir la vie dans son intégralité, ne tenant aucune tradition essentielle à la grande TRADITION. Il ne faut chérir ni forme préconçue nous liant par-dessus nous aussi bien au passé, au présent qu'au futur, mais plutôt exaltant les lois simples du bon sens, ou d'un sens supérieur si vous préférez, déterminant la forme par le biais de la nature et des matériaux. »
— Frank Lloyd Wright, Une architecture organique, 1939
Le théoricien David Pearson propose des règles pour une architecture organique, la charte de Gaïa :
« Laissons l'architecture :
- - être inspirée par la nature et être durable, bonne pour la santé, protectrice et diverse ;
  - dépliée, comme un organisme se déplierait depuis l'intérieur d'une graine ;
  - exister à l'instant présent et renaissant toujours et encore ;
  - suivre le mouvement et rester flexible et adaptable ;
  - satisfaire des besoins sociaux, physiques et spirituels ;
  - se développer à partir du site et être unique ;
  - célébrer l'esprit de la jeunesse, du jeu et de la surprise ;
  - exprimer le rythme de la musique et la puissance de la danse. »

L'architecture organique se développe dans la première moitié du XXème siècle : à ce moment, le style Beaux-Arts commence à décliner et de nombreux architectes, parmi lesquels Frank Lloyd Wright, souhaitent s'éloigner de cette façon de construire. Il s'agit également d'abandonner les principes de l'Art nouveau en vogue pendant la Belle Epoque. Cette volonté de rupture avec l'architecture du passé donne naissance à l'architecture moderne.
Les partisans de l'architecture organique cherchent à établir un lien direct entre l'Homme et la nature : le site de la construction est soigneusement choisi ; l'édifice est en continuité, dans le prolongement de son environnement. Les habitations tiennent compte des avantages et des inconvénients du climat. Les fenêtres larges font entrer la lumière naturelle et donnent une ouverture sur le paysage environnant. Les matériaux utilisés pour le bâtiment et le mobilier sont tirés de la nature (pierre, bois, etc.). Les architectes mettent en place des toits végétalisés.
L'architecture organique vie à répondre aux besoins de l'Homme moderne.

## La maison sur la cascade, un exemple d'architecture organique
Un parangon de l'architecture organique est la maison sur la cascade de Frank Lloyd Wright dessinée pour la famille Kaufman dans la campagne de Pennsylvanie. Wright a le choix de l'emplacement sur un vaste terrain agrémenté d'un torrent ; il la pose au-dessus d'une cascade, créant un dialogue étroit avec le site escarpé, le grondement de l'eau et la forêt. Les impressionnants balcons et terrasses en porte-à-faux en béton beige, contrepoints des murs horizontaux et verticaux en pierre sombre mêlés aux rochers affleurants, émergent parmi les arbres.
Ce chef-d'œuvre, illustrant le souci de l'architecte de se fondre dans un site tout en le magnifiant, est un manifeste inhabitable. Des informations avérées rapportent que la famille Kaufman ne pouvait dormir dans cette maison à cause du bruit de la cascade. Bear Run est devenu un lieu de représentation dans lequel personne ne vit[source insuffisante].

## Dans le monde
L'architecture organique, issues des idées de Frank Lloyd Wright, qui, formé chez Louis Sullivan, souhaitait créer un style propre à la culture des États-Unis, s'est développée dans le monde entier. En Europe, sont rattachés à ce mouvement les architectes Alvar Aalto, Anton Alberts, Laurie Baker, Claude Costy, Antoni Gaudí, Bruce Goff, Hector Guimard, Pascal Haüsermann, Hundertwasser, Imre Makovecz, Erich Mendelsohn, Ricardo Porro, Gustav Stickley et Bruno Zevi.
L'association IFMA (International Forum Man and Architecture) anime et assure la promotion du mouvement par des publications, des séminaires et des expositions partout dans le monde.

## En France
En France, on peut citer les architectes Edmond Lay (grand prix d'Architecture 1984), dont les œuvres sont pour l’essentiel situées dans le sud-ouest, et Hervé Baley qui dirigea un atelier à l'École Spéciale d'Architecture pendant une vingtaine d'années et forma de nombreux architectes aux valeurs de l'architecture organique. Parmi eux, Jean Pierre Campredon qui fait vivre le site expérimental de « Cantercel » dans le Larzac, Philippe-Alain Riou qui exerce sur toute la France[réf. nécessaire] et Luc Cazanave qui a réalisé de nombreux bâtiments à l'île de La Réunion,.
L’architecte français Claude Petton (1934-2003), développe lui aussi une architecture sous l’influence organique de F.L.Wright. Il réalise La maison Petton en 1973 à Plougastel-Daoulas (Finistère). Offrant ainsi une re interprétation de l’architecture organique. Une architecture dite « naturaliste moderniste ».
L'architecte français, Jean Renaudie réalise à partir de 1963 des études pour un village de vacances à Gigaro (La Croix Valmer) et pour la ville nouvelle du Vaudreuil fortement influencées par la relation architecture/site de Frank Lloyd Wright. Dès le début des années 70, il construit des bâtiments où les logements disposent de grandes terrasses plantées. Il est suivi en cela par l'architecte Renée Gailhoustet notamment pour le centre-ville d'Ivry sur Seine.

## Architectes
- Frank Lloyd Wright (1867–1959)

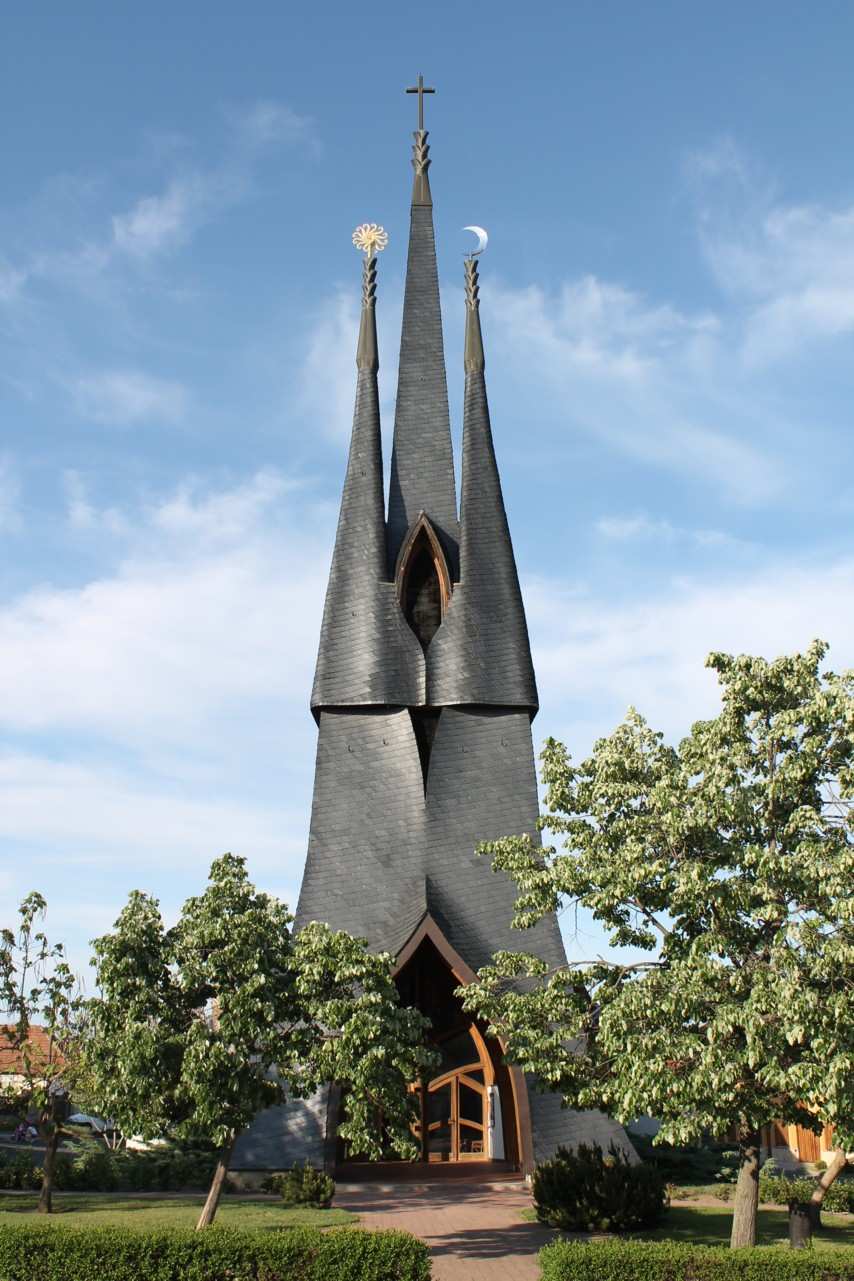
Imre Makovecz, église catholique, Paks, Hongrie.

- Lloyd Wright (Frank Lloyd Wright, Jr.) (1890-1978)
- Christopher Alexander
- Alvar Aalto
- Arthur Dyson (en)
- Antoni Gaudi
- Edmond Lay
- Antti Lovag
- Hector Guimard
- Hugo Häring
- Hans Scharoun
- John Lautner
- Bruce Goff
- Eero Saarinen
- Louis Sullivan
- Vittorio Giorgini (it)
- Eric Lloyd Wright (en)
- Eugene Pandala (en)
- Nari Gandhi (en)
- Kendrick Bangs Kellogg (en)
- Terunobu Fujimori
- Gustav Stickley (en)
- Ivan Taslimson
- Paul Laffoley (en)
- Hundertwasser
- Anton Alberts (en)
- Laurie Baker
- Claude Bragdon (en)
- Douglas Cardinal
- Neville Gruzman
- Imre Makovecz
- John Preihs
- Javier Senosiain (en)
- Moti Bodek
- Bruno Zevi
- Toyo Ito
- Chen Kuen Lee (en)
- Zaha Hadid
- Kengo Kuma
- Claude Petton
- Franck Sontot - AA&A
- Jean Renaudie
- Renée Gailhoustet